# A hűség jutalma
A hűség jutalma Joseph Haydn 1781. február 25-én Eszterházán bemutatott háromfelvonásos operája.

## Az opera története
1779-ben egy tűzvész alkalmával nagyobb károk keletkeztek a fertődi Esterházy kastélyhoz tartozó színházban. A károk felmérése után a herceg rögtön elrendelte az épület rendbehozatalát, és a megnyitó ünnepségre új operát rendelt Haydntól. Haydn általában más szerzők számára készített librettókat zenésített meg, amiket Pietro Travagalia jelmez- és díszlettervező, az operák színpadra állításáért felelős technikus dolgozott át. Azonban a tűzvész után Travagalia nem tudott Haydn segítségére lenni, mert a színház renoválásának munkálatai túlságosan lekötötték. Így ez alkalommal a zeneszerző maga választotta ki a számára megfelelő librettót és dolgozta azt át.
Haydn hosszas keresgélés után Cimarosa L’infedeltà fedele című operája szövegkönyvének a feldolgozása mellett döntött. Új címet választott a darabnak, majd átalakította librettót. Az építészek acsarkodása és az esős időjárás miatt az építési munkálatok nem a tervezett ütemben zajlottak, így a színház megnyitására csak több hónappal a tervezett dátum után kerülhetett sor. Az opera bemutatója 1781 februárjában zajlott le, és akkora sikert aratott, hogy éveken át műsoron maradt. Ez akkoriban ritkaságnak számított.
A következő évben új szereplőgárdával állították színpadra a darabot. Ekkor a zeneszerző az új énekesek adottságait figyelembe véve kissé átdolgozta a művet: új részeket iktatott be és több régebbi részletet kihúzott. Ekkor került Perrucchetto gróf szólama basszusból tenor fekvésbe. A szövegkönyv is módosult. Az opera második verziója is nagy sikert aratott, 1784-ben és 1785-ben is többször előadták. 1784-ben a mű Bécsben is színre került, 1785-ben pedig Endrődy gróf pozsonyi operatársulata is felvette a repertoárjába. A darab Bécsben nagy sikert aratott, egyik előadásán II. József is részt vett.
Az opera autográf kézirata sajnos töredékesen maradt fent, ma az Országos Széchényi Könyvtárban őrzik. A BBC az 1950-es évek végén tervbe vette több Haydn-opera felvételét. Ekkor került sor a töredékes partitúra kiegészítésére. Ezt a Franz Xaver Girzick által a pozsonyi előadás számára németre fordított változat 1957-ben fellelt zongoraátirata alapján végezték el. Később a torinói nemzeti könyvtárban előkerült az opera egy későbbi, de a teljes hangszerelést tartalmazó kiadványa. Ez a partitúra tette világossá a kutatók számára, hogy az opera egyes részleteit a zeneszerző átdolgozta. Az 1958-ban helyreállított partitúra zenei anyaga nem egyezik teljes mértékben sem az 1781-es, sem az 1782-es változattal, ennek egyik oka, hogy Haydn több alkalommal rövidítéseket hajtott végre a zenei anyagon. Elsősorban a terjedelmes recitativókat húzhatta meg. Így nehezen állapítható meg, hogy pontosan mely zenei részletek is hangozhattak el az ősbemutatón. A 20. században egyébként elsőként a Holland Fesztiválon állították színpadra a darabot. A fesztivál 1959-ben kezdte el az elfeledett Haydn-operákat bemutató sorozatát.

## Az opera szereplői
| Szereplő                   | Hangfekvés       |
| -------------------------- | ---------------- |
| Celia (valódi neve Filide) | mezzoszoprán     |
| Fileno, a szerelmese       | tenor            |
| Amaranta                   | alt              |
| Perrucchetto, különc gróf  | basszus          |
| Flaminia, a másik lánya    | koloratúrszoprán |
| Nerina, nimfa              | szoprán          |
| Lindoro, Amaranta bátya    | tenor            |
| Melibeo, Diana papja       | basszus          |
| Diana istennő              | szoprán          |

## Az opera cselekménye

### I. felvonás
Diana egy nimfa vétke miatt pestissel sújtotta Cumae városát, majd egy szörnyet telepített a város melletti tóba, akinek minden évben két hű szerelmest kell feláldozni, mindaddig, amíg egy önfeláldozó szerelmespár önként nem mond le életéről. Közeleg az áldozat bemutatásának az ideje, ezért a város lakói Diana templomában megpróbálják kiengesztelni az istennőt: ajándékokat, áldozatokat hoznak neki és közben fohászkodnak hozzá. Filide Celia álnéven érkezett a városba, egykori szerelmesét jött megkeresni. Fileno ugyanis halottnak hitte szerelmét, miután a lányt megmarta egy kígyó, ő pedig elmenekült.
Nerina Celia felbukkanása miatt búslakodik, ugyanis mióta a lány megjelent, régi udvarlója, Lindoro, felé se néz, minden figyelmét az új jövevénynek szenteli. Közben Amaranta Melibeóért epekedik, és bár a férfinek tetszik az asszony, az nem viszonozza az érzelmeit. Perrucchetto gróf rablók elől menekülve téved a városba. Amarantának kapóra jön a feltűnése, a férfi ugyanis hamarosan udvarolni kezd neki. Csakhogy az nemsokára megpillantja Nerinát, és ezután a nimfának kezdi el tenni a szépet.
Nerina elpanaszolja Filenónak, hogy szerelme elhagyta Celia miatt. Közben Fileno arról énekel, hogy még mindig minden nőben Filidéjét keresi. Nem is sejtik, hogy egy és ugyanazon személyről beszélnek. Ezután Fileno magányos sétára indul az erdőbe, ahol összetalálkozik Celiával, akiben felismeri egykori szerelmét. A szerelmesek öröme azonban nem tart sokáig: Melibeo és Lindoro a közelben leskelődik, mert a szörny számára keresik az áldozatot. Fileno félti kedvese életét, ezért hirtelen éktelen ordítozásba kezd, és elzavarja szerelmét.

### II. felvonás
Fileno teljesen reménytelenek érzi a helyzetét, ezért öngyilkosságra készül. Közben hírét veszi, hogy Celia Lindoróval készül összeházasodni, majd Melibeo a különc gróffal hozza hírbe a lányt. Fileno elhatározza, hogy bosszút áll a volt kedves hűtlenségén, és Nerinának kezd el udvarolni. Amaranta is kétségbeesik, hiszen végre beleszeretett a grófba, és akkor most ő is elhagyja. Eközben a városban bejelentik, hogy Diana tiszteletére vadászatot rendeznek. Melibeo pedig addig mesterkedik, amíg mindenkivel el nem hiteti, hogy Celia és Perucchetto szerelmesek egymásba. Ezután a közösség elhatározza, hogy őket fogják feláldozni a szörnynek.

### III. felvonás
Az áldozatokat a tó felé hurcolja a tömeg, amikor előlép Fileno, és felajánlja magát a pár helyett, mert ő még mindig szereti Celiát. Ekkor hirtelen kürtök harsannak, és megjelenik Diana istennő a kíséretével. Megbocsát a városnak és visszaadja a templomnak az aranyszívet, amit előtte itt őriztek, csak a büntetés kihirdetésekor elvette azt. Ezután leleplezi Melibeo mesterkedéseit, majd nyilával megöli a cselszövőt. Elrendeli, hogy Fileno Filidével, Amaranta pedig a gróffal kössön házasságot. A nép hálaimájával ér véget az opera.

## Felvételek
- Celia – Lucai Valentini Terrani, Fileno – Tonny Landy, Amaranta – Frederica von Stade, Perrucchetto – Alan Titus, Nerina – Ileana Cortrubas, Lindoro – Luigi Alva, Melibeo – Maurizio Mazzieri, Diana – Kari Lövaas. Közreműködik: a Lausanne-i Kamarazenekar és a Suisse Romande Rádió Énekkara, vezényel Doráti Antal. A felvétel helye és ideje: Epalinges (Svájc), Grande Salle, 1975. június. A kiadás éve: 1993. Philips, 432 430-2, 3 CD ADD Stereo.
- Celia – Pászthy Júlia, Fileno – Fülöp Attila, Amaranta – Kincses Veronika, Perrucchetto – Vághelyi Gábor, Nerina – Zempléni Mária, Lindoro – Rozsos István, Melibeo – Gregor József, Diana – Tokody Ilona. Közreműködik: a Liszt Ferenc Kamarazenekar és a Liszt Ferenc Zeneakadémia kamarakórusa, vezényel Sándor Frigyes. A felvétel helye és ideje: Budapest, Olasz Intézet, 1976. Kiadás: 2000. Hungaroton HCD 11854 3 CD DDD Stereo